# Ханс Матисън
Ханс Матисън (на английски: Hans Matheson) e шотландски актьор.

## Биография
Ханс Матисън е роден на 7 август 1975 година в Сторноуей, Шотландия. Малко по-късно семейството му се премества в Кентърбъри, Англия. Баща му е певец, а дядо му народен (gaelic) певец и автор на песни. Ханс е бил срамежлив в училище. Поради това по предложение на майка си, Ханс напуска училището и се записва в театрално училище.
Ханс Матисън умее да свири на китара, хармоника и пише собствени песни. Предпочита да пътува с влак, а не със самолет, дори пътуването да трае с дни.

## Кариера
По-предложение на своя учител в театралното училище се явява на прослушване в Jez Butterworth, а това довежда и до ролята му в постановката „Mojo“ в театър „Роял Корт“, а след това и във филмовата версия. Следват участията в „Bramwell“ (1995), „Wycliffe“ (1994), „Famyli Money“ (1997), „Stella Does Tricks“ (1996), „Still Crazy“ (1998), „Bodywork“ (1999). Първата му по-важна роля е като Мариус, във филма по едноименния роман на френския класик Виктор Юго.
Следват участията в „Cannone inverso“ (2000) и „I am Dina“ (2002). Следващите по-важни роли на Ханс са в телевизионния минисериал „Мъглите на Авалон“ и в ролята на Юрий Живаго в мини сериалът „Доктор Живаго“, където си партнира с Кийра Найтли.

## Избрана филмография
- Мъглите на Авалон (2001)
- Династията на Тюдорите (2007)
- Шерлок Холмс (2009)
- Сблъсъкът на титаните (2010)
- 300: Възходът на една империя (2014)